# جائزة أستراليا الكبرى 1962
جائزة أستراليا الكبرى 1962 هو سباق فورمولا 1 أقيم بتاريخ 18 نوفمبر 1962 في أستراليا الغربية. حلّ بروس ماكلارين أولا.